# ماگلیژ
ماگلیژ شهری در استارا زاگورا کشور بلغارستان است که جمعیت آن در سال ۲۰۰۱ میلادی ۳٬۶۱۰ نفر بوده‌است.